# Georgskapelle (Bonn)

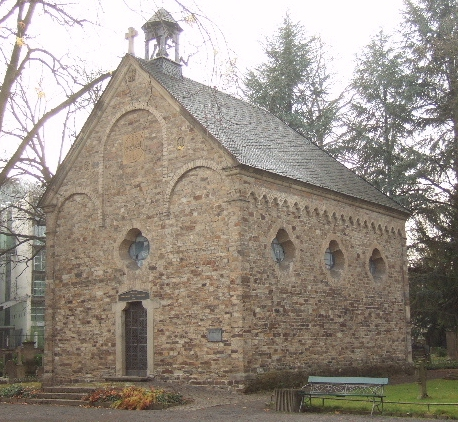
Georgskapelle auf dem Alten Friedhof (2008)

Kapelle der Kommende Ramersdorf (Federzeichnung von 1569, Ausschnitt)

Die Georgskapelle auf dem Alten Friedhof in Bonn wurde im 13. Jahrhundert errichtet. Das romanische Gebäude mit frühgotischen Bauelementen war ursprünglich Teil der Deutschordenskommende Ramersdorf und diente den Konventsmitgliedern als Gebets- und Gottesdienstraum. Die Kapelle war ausgestattet mit monumentalen mittelalterlichen Gewölbe- und Wandmalereien. Im 19. Jahrhundert brach in den Gebäuden der Kommende ein Brand aus, von dem auch die Kapelle betroffen war. Nach dem Brand beabsichtigte der damalige Besitzer, die Kapelle abzureißen. Sie konnte jedoch gerettet und auf den Alten Friedhof transloziert werden. Dabei wurden die Malereien zerstört. Einige von ihnen sind als Reproduktionen erhalten. Die Rettung der Kapelle gilt als ein spektakuläres Ereignis der Denkmalpflege im Rheinland in der Mitte des 19. Jahrhunderts.

## Geschichte

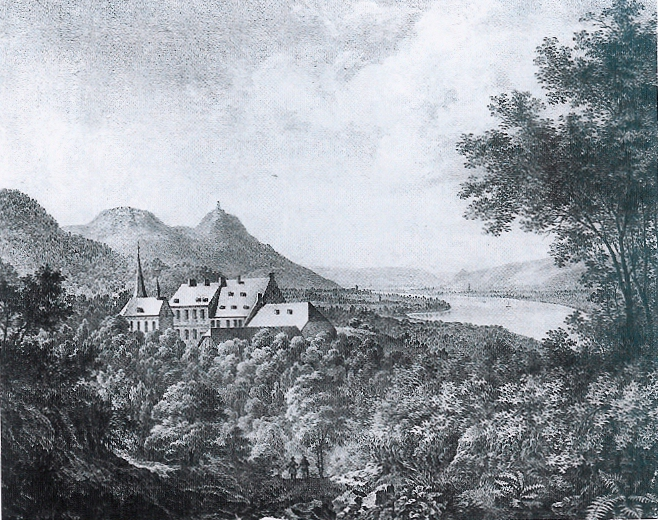
Kommende Ramersdorf mit Georgskapelle – Kreidelithografie von Christian Hohe 1832

Die Kapelle wurde um 1230 als Teil des Gebäudekomplexes der Kommende Ramersdorf errichtet. Als Folge der Säkularisation gelangte die Kommende 1807 in Privatbesitz. Die Kapelle verfiel und erlitt 1842 einen Brandschaden, wobei das Dach völlig zerstört wurde. Deshalb sollte die Kapelle 1844 abgerissen werden. 1846/1847 wurde sie auf Initiative des Königlichen Bauinspektors Johann Claudius von Lassaulx auf den Friedhof im heutigen Bonner Zentrum umgesetzt.
Den Prozess der Translozierung der Kapelle hat die Kunsthistorikerin Sabine G. Cremer in ihrer Arbeit Die Ramersdorfer Kapelle – Ein Beispiel für rheinische Denkmalspflege in der ersten Hälfte des 19. Jahrhunderts dargestellt. Die folgenden Ausführungen in diesem Kapitel stützen sich auf Cremers Studie.
1844, zwei Jahre nach dem Brand, plante der neue Eigentümer der Ramersdorfer Kommende, Joseph zu Salm-Reifferscheidt-Dyck, die gesamte Anlage umzubauen. Diesen Plänen stand die Kapelle im Wege und er beschloss, sie abreißen zu lassen. „Durch einen Freund alter Kunst“ erfuhr Johann Claudius von Lassaulx von diesem Vorhaben. Er wandte sich an den Eigentümer, um ihn auf den „besondern Werth des Bauwerks“ hinzuweisen und erreichte, dass der Abbruch aufgeschoben wurde.

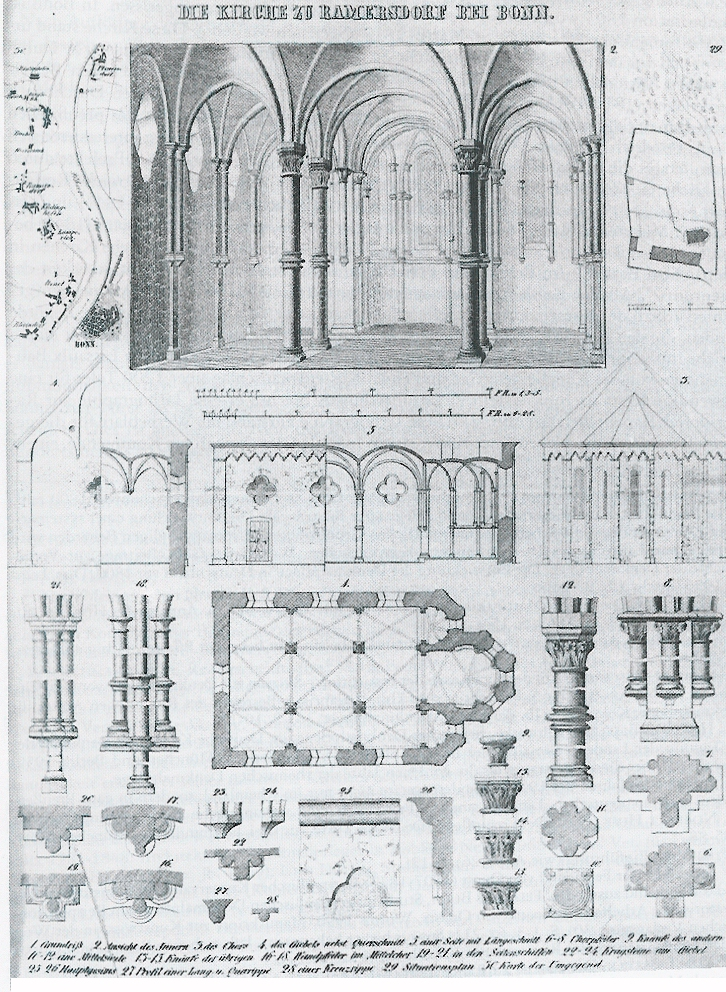
Lithografie von Johann Claudius von Lassaulx (1845)

Lassaulx wandte sich mit einem Bericht über den geplanten Abriss der Kapelle im Kölner Domblatt an die Öffentlichkeit. Bereits vorher hatte er Bauaufnahmen von der Kapelle gefertigt und einen Kostenvoranschlag über 1200 Taler für die notwendige Restaurierung erstellt. Zur Werbung dafür brachte er eine Lithografie heraus, die neben einer Karte, einem Lageplan der ehemaligen Kommende, einem Grundriss der Kapelle und verschiedenen architektonischen Detailstudien eine Innenansicht sowie einen Quer- und einen Längsschnitt der Kapelle enthielt. Den Turm nahm Lassaulx nicht mit auf, da dieser wohl zum größten Teil bereits abgerissen war.
Prominente Zeitgenossen wie der preußische König Friedrich Wilhelm IV. setzten sich für den Erhalt der Kapelle ein. Trotzdem bestand der Eigentümer weiterhin auf dem Abriss. Lassaulx schlug schließlich die Translozierung auf den Friedhof an der Bornheimer Straße, den heutigen Alten Friedhof in Bonn, vor. Fürst zu Salm-Reifferscheidt-Dyck war mit diesem Vorhaben einverstanden. Sowohl die Behörden als auch die Bevölkerung begrüßten das Vorhaben. Vor allem Oberbürgermeister Karl Edmund Joseph Oppenhoff und der damalige Kurator der Universität Bonn, Moritz von Bethmann-Hollweg, setzten sich dafür ein. Der Friedhof an der Bornheimer Straße besaß bis dahin keine eigene Friedhofskapelle.
Lassaulx erstellte einen Kostenvoranschlag über 2800 Taler. Die Finanzierung bereitete der Stadt große Probleme, wodurch das Projekt zu scheitern drohte. Eine Spendenaktion wurde unter der Bonner Bevölkerung durchgeführt. Der Stadtrat bewilligte daraufhin zunächst einen Betrag von 300 Talern für die Translozierung der Kapelle.

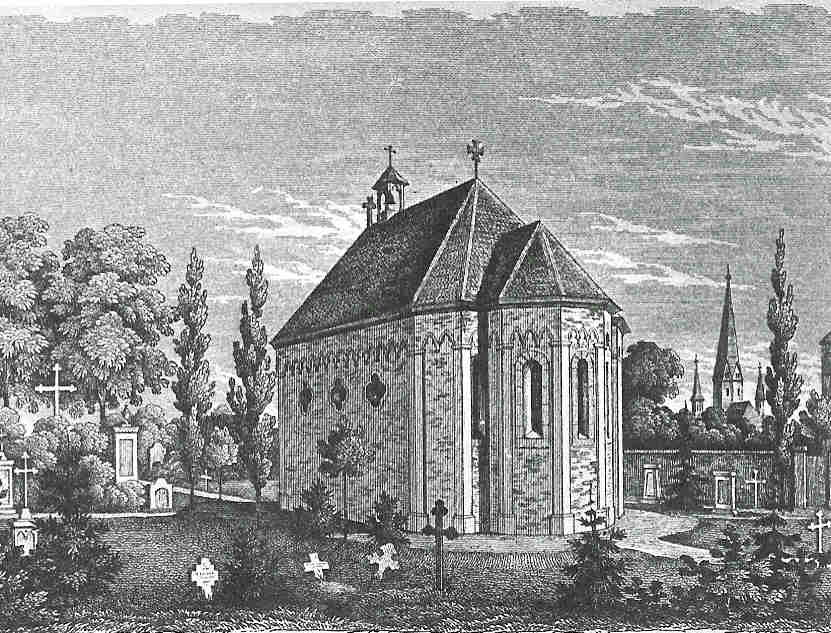
Kapelle nach der Translozierung – Lithografie um 1850

Im Herbst 1845 kam es zu einer weiteren Verzögerung, als in der Ramersdorfer Kapelle mittelalterliche Wandmalereien entdeckt wurden. Oberbürgermeister Oppenhoff bemerkte bei einem Besuch der Kapelle auf dem Gewölbe die Umrisse durchscheinender Malereien. Durch das beschädigte Dach war Regen eingedrungen, so dass sich an einigen Stellen die Kalkübertünchung gelöst hatte. Der Oberbürgermeister wandte sich, weil er den Wert dieser Malereien nicht beurteilen konnte, an den akademischen Zeichenlehrer Nicolaus Christian Hohe und an Gottfried Kinkel. Bei einer Besichtigung waren sich beide einig, dass „ein genaue Abcopirung in kunstgeschichtlichem Interesse liegen“ würde. Aufgrund des Zeitmangels und der angespannten finanziellen Situation beauftragte der Oberbürgermeister Christian Hohe, die Malereien aufzudecken und zu kopieren. Im Verlauf der Arbeiten entdeckte Hohe weitere Malereien an den Wänden. Nach der Fertigstellung der Kopien legte von Bethmann-Hollweg die Zeichnungen dem preußischen König und dem Generaldirektor der Königlichen Museen in Berlin, Ignaz von Olfers, vor. Sie wurden in die Kunstsammlung der Königlichen Museen in Berlin aufgenommen.
Parallel zur Entdeckung der mittelalterlichen Malereien unternahm Kultusminister Johann Albrecht Friedrich von Eichhorn im September 1845 den letzten Versuch, die Kapelle an ihrem ursprünglichen Standort zu erhalten. Der Fürst zu Salm-Reifferscheidt-Dyck lehnte dies wiederum ab und berief sich darauf, dass die Verhandlungen mit der Stadt abgeschlossen seien. Stattdessen drängte er auf die baldige Durchführung der Translozierung. Aus Geldmangel drohte das Projekt zu scheitern. Durch Vermittlung Ignaz von Olfers erreichte von Bethmann-Hollweg beim König ein „Gnadengeschenk“ von 1200 Talern, wodurch die Translozierung endgültig ermöglicht wurde.
Im Oktober 1846 war der Abbruch in Ramersdorf vollendet, der Wiederaufbau als Friedhofskapelle auf dem Alten Friedhof in Bonn dauerte bis Dezember 1847. Ihre Einweihung erfolgte am 11. November 1850.

## Nutzung
Die Kapelle diente dem Konvent der Ramersdorfer Kommende, der aus Ritter-, Priester- und Halbbrüdern bestand. Die 12 Konventsmitglieder trafen sich dort zum Gottesdienst und zum gemeinsamen Gebet. Dabei saßen sie sich gegenüber. Darauf weisen Säulchen auf Konsolen und Diensten im Innenraum der Kapelle hin, welche die Gewölberippen auffangen. Darunter befand sich vermutlich das Gestühl für die Konventsmitglieder. Die drei Altäre der Kapelle lassen auf eine relativ große Zahl von Priesterbrüdern schließen, die zum mittelalterlichen Konvent gehörten.
Bis zur Aufhebung der Kommende im Jahre 1807 war die Kapelle am Georgstag über ihre normale Bestimmung hinaus das Ziel von Prozessionen aus den Pfarreien Küdinghoven und Oberkassel. Der Pfarrer von Küdinghoven hielt an diesem Tag in der Kapelle ein Hochamt. Seine Bemühungen belohnte die Kommende mit zwei Malter Roggen. In Ausnahmefällen nahm der Bonner Offizial in „des erlauchten Deutschen Ordens Kapelle in Ramersdorf“ eine Trauung vor.
Nach der Translozierung auf den Alten Friedhof erfüllt das Gebäude die Aufgaben einer Friedhofskapelle; außerdem finden dort zu seltenen Anlässen Musikveranstaltungen statt.

## Architektur

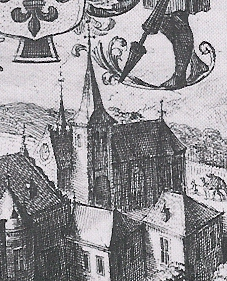
Romeyn de Hooghe: Kommende Ramersdorf (Stich/Ausschnitt 1700)

Die Kapelle wurde als ein dreischiffiger Hallenbau mit einem Dreiapsidenschluss errichtet. Sie ist 14,20 m lang und 7,70 m breit. Im deutschen Kirchenbau der Spätromanik und der Frühgotik gibt es keine vergleichbare architektonische Lösung. Die zahlreichen Schaftringe weisen auf die französische Frühgotik, wie beispielsweise in der Kathedrale von Laon, hin. Die Fensterformen „stehen dagegen ganz in der Tradition der Spätromanik des Rhein-Maas-Gebietes“.

### Das Gebäude

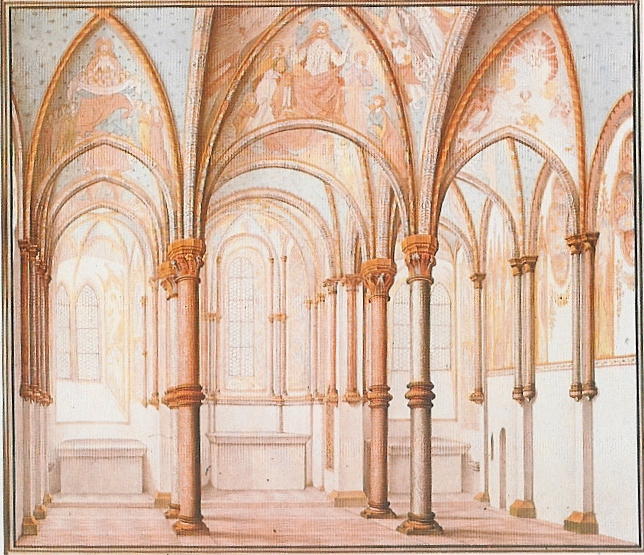
Innenansicht mit Wandmalereien, Aquarell von Christian Hohe (1847)

Ursprünglich waren die Mauerflächen der Kapelle ganz aus Tuff, nach der Translozierung auf den Alten Friedhof wurde er mit Grauwacke und Sandstein gemischt. Die Architekturteile bestehen aus Sandstein.
Die Außenmauern der Kapelle haben an allen Kanten schmale Lisenen und schließen nach oben mit einem nasenbesetzten Rundbogenfries auf alten Tuffkonsolen ab. Das Dachgesims mit „einem kräftigen romanischen Profil“ musste wegen des erlittenen Brandschadens bei der Translozierung erneuert werden.
Jede Langseite hat drei Vierpassfenster. in den Seitenchörchen befindet sich je ein schmales rundbogiges Fenster, der Mittelchor besitzt davon drei. Auf dem schiefergedeckten Dach ist ein kleiner offener hölzerner Dachreiter mit einem schmiedeeisernen Kreuz angebracht.
Das Portal mit horizontalem Sturz befindet sich nicht mehr an der Südseite, sondern seit der Translozierung auf der Westseite der Kapelle. Eine neu angebrachte Inschrift über dem Portal lautet: SACELLUM RAMERSDORPIO HUC TRANSLATUM 1847. Darüber befinden sich ein Vierpassfenster und eine rundbogige Blendnische, die eine erneuerte Sandsteinplatte mit einem Kreuz im Medaillon umschließt. Den Giebel krönt ein altes Steinkreuz, darunter befindet sich ein erneuerter steinerner Adler.
Zur Kapelle gehörte ein Turm auf der Südseite dicht am Seitenchor, dessen unterer Teil gleichzeitig mit der Kapelle erbaut worden war. Darauf weist eine Seitenmauer der Kapelle hin, die ursprünglich auch zum Turm gehörte. Auf einem Bild aus dem Jahr 1700 ist in dem Turm eine Tür zu sehen, die zur Sakristei führte. Von dieser führte eine weitere Tür ins Kapelleninnere. Der Haupteingang der Kapelle befand sich ebenfalls an der Südwand.

### Der Innenraum

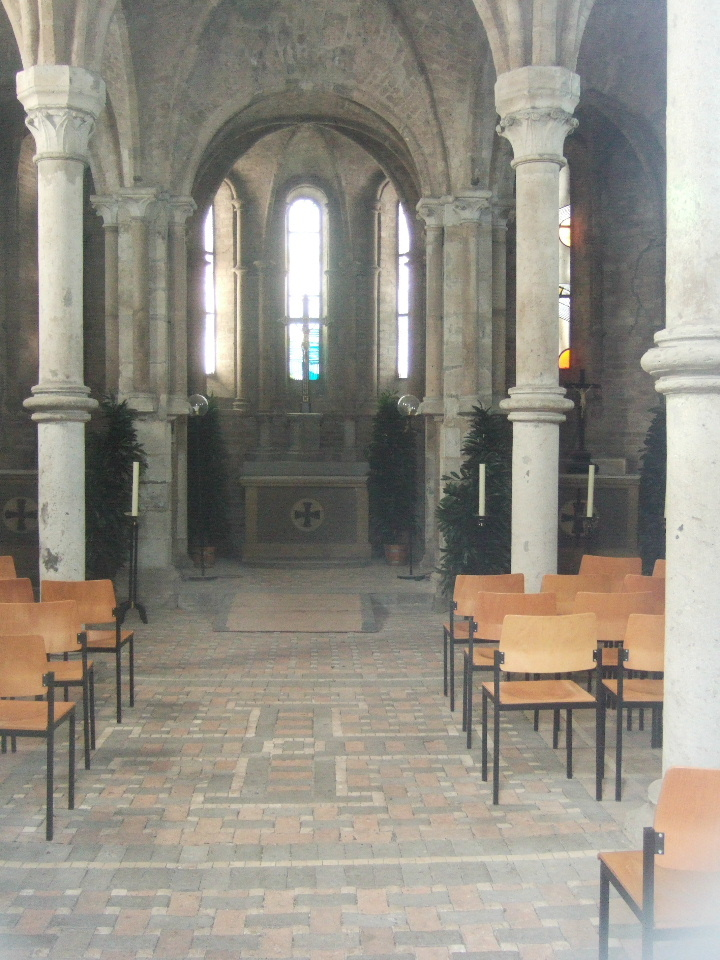
Innenraum (2008)

Der Innenraum wird von vier freistehenden schlanken Säulen getragen, deren Basis ein breites lappiges Eckblatt ist. Die Säulen sind in der Mitte durch dreiteilige Schaftringe gegliedert. Die Kapitelle der beiden östlichen Säulen zeigen noch deutlich die „im Übergangsstil“ üblichen Knäufe. Die westlichen Säulen tragen frühgotische schrägstehende Blätter.
Über den achtseitigen Deckplatten steigen die Gurtbögen und Gewölberippen auf. An den Außenmauern entsprechen den Säulen Bündel von je drei Diensten mit einfachen Kelchkapitellen auf Konsolen von 1,80 Meter Höhe. Die Konsolen schließen mit einem Knauf ab, unter dem ein einfacher flacher Pilaster die Fortsetzung bildet. An der Westwand sitzen die beiden Gurte auf einfachen Konsolen auf.
Die Fenster haben nach innen die Form eines Kleeblatts mit tief herabgezogener Sohlbank. Der alte Bodenbelag besteht aus roten und grauen Ziegeln mit weißen Sternchen. In der Mitte des Raumes befindet sich ein großes graues Deutschordenskreuz mit weißer Einfassung.

### Veränderungen im Zuge der Translozierung

Grundriss der translozierten Kapelle mit Portal auf der ehemaligen Westseite

Neben der Nichtwiederherstellung des Turmes und der Einfügung des Portals auf der ehemaligen Westseite der Kapelle wurde im Gegensatz zur ursprünglichen Ausrichtung des Gebäudes nach Osten die Kapelle auf dem Alten Friedhof nach Südwesten ausgerichtet. Eine weitere Veränderung betrifft die sechs Fenster im Langhaus. In der Beschreibung des Gebäudes in Ramersdorf von Lassaulx 1845 gab es nur ein Vierpassfenster in der damaligen Westwand. Im Langhaus befanden sich Rundbogenfenster. Historische Bilder aus dem 17. und 18. Jahrhundert bestätigen das. Diese Fenster müssen im Verlauf des 16. Jahrhunderts die ursprünglichen Vierpassfenster ersetzt haben. In Lassaulx' Lithografie von 1845 ist die ursprüngliche Fensterform im Langhaus rekonstruiert. Diese Ausführung wurde beim Aufbau der Kapelle auf dem Alten Friedhof wiederhergestellt. In den beiden Seitenapsiden befanden sich 1845 nach Lassaulx zwei gotische Spitzbogenfenster. Nach dem Wiederaufbau wurden sie durch zwei Rundbogenfenster ersetzt, die der Fensterform in der Hauptapsis entsprechen. Die heutige Verglasung schuf Georg Meistermann.
Bei einer Bewertung der Veränderungen bei der Translozierung kommt Sabine Cremer zu dem Schluss, dass sie als „eine Rekonstruktion des ursprünglichen Zustands der romanischen Architektur“ anzusehen sind, „wie es den Vorstellungen des 19. Jahrhunderts entspricht“.

## Einrichtung
Im Jahre 1804 oder 1805 wurde mit der Ramersdorfer Kommende auch die Kapelle geplündert. Eine Aufzeichnung vom 29. November 1805 nennt als verbliebenes Inventar der Kapelle drei Altäre: den Hochaltar mit einem Gemälde und die beiden Seitenaltäre mit den Figuren von Maria und Joseph. Außerdem waren noch fünf Kaseln vorhanden, darunter eine aus „geblümtem Leder“, „eine alte Schilderey de passione Domini“ und ein Vorhang von vergoldetem Leder.
Die heutige Einrichtung der Friedhofskapelle besteht aus drei Steinaltären und Stühlen.

## Gewölbe- und Wandmalereien
Die Ramersdorfer Kommende ließ zu Anfang des 14. Jahrhunderts und um 1330 ihre Kapelle mit ornamentaler und figürlicher Gewölbe- und Wandmalerei ausstatten. Bei der Übertragung des Baues auf den Alten Friedhof wurden diese „kunstgeschichtlich außerordentlich wichtigen Wandmalereien“ im Inneren der Kapelle zerstört und gingen damit verloren.

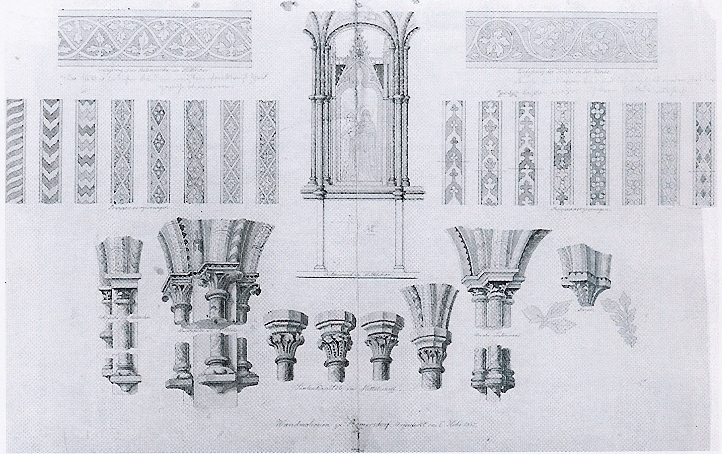
Christian Hohe: Reinzeichnung von 1845

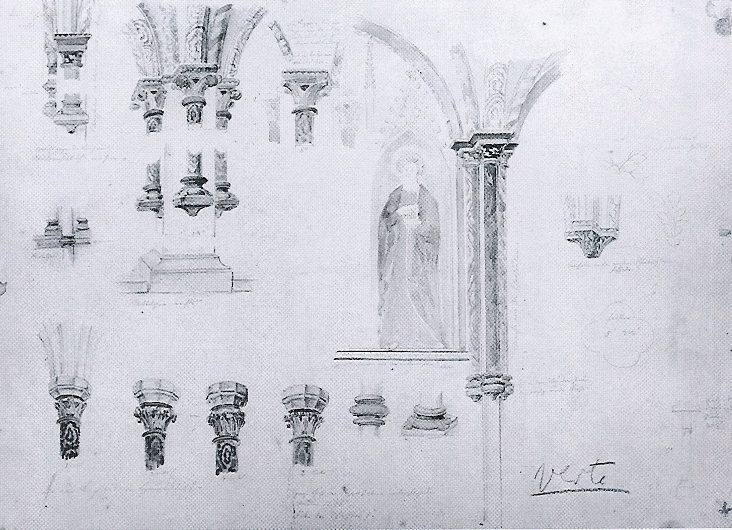
Christian Hohe: Skizzenblatt von 1845

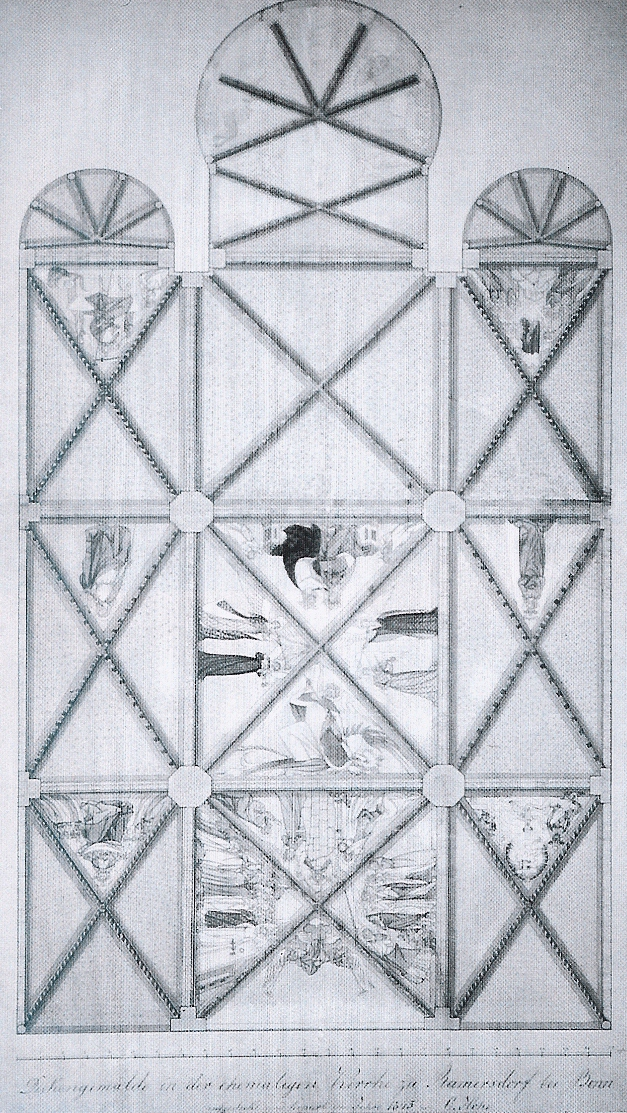
Christian Hohe: Übersichtsplan der Gewölbemalereien

Durch den Bonner Maler Christian Hohe sind Nachbildungen der Malereien erhalten. Von den meisten der 65 Bilder in der Ramersdorfer Kapelle fertigte er im Jahr 1845 Reproduktionen an. Nach Beseitigung der wohl im Barock erfolgten Übertünchung erstellte er Umrisspausen und Skizzen, teilweise koloriert. Auf dieser Grundlage schuf er am Schreibtisch Feinzeichnungen, zumeist in Form von Aquarellen.
Für seine Arbeit erhielt Christian Hohe aus dem Fonds zur Translozierung der Kapelle 200 Taler. Weitere 65 Taler erhielt er aus dem Etat der Berliner Museenverwaltung.
Die ersten Pausen und Skizzen blieben als Grundlagen für spätere Aquarelle in seinem Privatbesitz. Der Verbleib von Hohes Reinzeichnungen, die sich ehemals in der Sammlung der Berliner Museen befanden, ist fraglich. Der größte Teil der erhaltengebliebenen Skizzen und Aquarelle, drei Umrisspausen und eine zweite Serie von Reinzeichnungen befinden sich heute in der Grafiksammlung des LVR-Amtes für Denkmalpflege im Rheinland.

### Bild der Heilsgeschichte
Aus Hohes Reproduktionen schloss Paul Clemen, dass der Innenraum „eine der merkwürdigsten frühgotischen Dekorationen“ in hellen und weichen Tönen aufwies. Die Gewölbe- und Wandmalereien der Kapelle vermittelten die Heilsgeschichte: im Chor die Kindheitsgeschichte Jesu, im Langhaus einzelne Heiligenbilder, vor den Seitenchörchen Auferstehung und Himmelfahrt, in dem mittleren Joch die Krönung von Maria, der Patronin des Deutschen Ordens zwischen musizierenden Engeln, im westlichen Joch des Mittelschiffes und in den benachbarten Kappen das Jüngste Gericht. In der Reihe der dargestellten Heiligen befand sich der Heilige Georg. Er war Patron der Kapelle und als „ritterlicher“ Heiliger Ziel besonderer Verehrung der Ordensbrüder.

### Reproduktionen von Christian Hohe
Hohes Arbeit als Kopist der Gewölbe- und Wandmalereien der Ramersdorfer Kapelle fand im 19. Jahrhundert weitgehend Lob und Anerkennung. Carl Schnaase, der die Originalmalereien kannte, sprach im Kölner Domblatt am 27. Dezember 1846 von „höchst gelungenen Nachbildungen“, die „von nun an ein Document der Kunstgeschichte“ bilden und „künftig die Originale ersetzen“ müssen. In einem weiteren Aufsatz in den Annales archéologiques bezeichnete er die Kopien als sehr exakt. In seinem Buch über die Geschichte der bildenden Künste äußerte er sich dagegen später kritischer und schrieb in einer Anmerkung: „Die Durchzeichnungen und Copien von Hohe in Bonn […] sind als solche sehr anerkennenswerth, geben aber doch den leichten und fließenden Charakter der Malerei nicht vollkommen wieder“.

### Veröffentlichungen

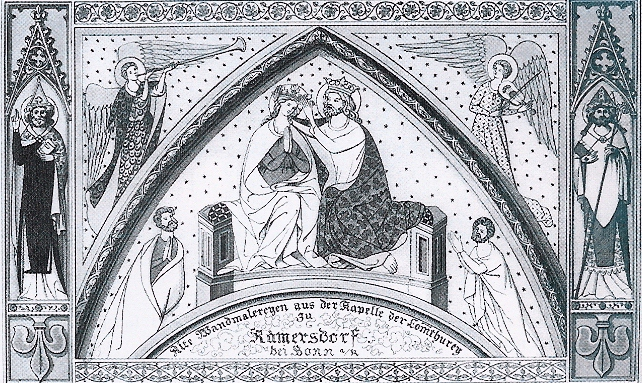
Christian Hohe: Krönung Marias. Lithografie 1847, erschienen in Gottfried Kinkels Buch Vom Rhein. Leben, Kunst und Dichtung.

Erstmals wurde eine von Christian Hohe angefertigte Reproduktion als Lithografie 1847 in Gottfried Kinkels Vom Rhein. Leben, Kunst und Dichtung veröffentlicht. Dabei fügte Hohe Elemente der Monumentalmalereien zusammen, wie sie in der Kapelle nicht vorzufinden waren. Darauf wies Gottfried Kinkel in einem Begleittext hin, als er schrieb, „daß um den Raum zu füllen die Figuren um die Hauptgruppe herum ganz anders angeordnet werden mußten, als sie in der Wirklichkeit stehen“.
Für die Verbreitung von Hohes Arbeiten sorgte Ernst aus’m Weerth, 1876 bis 1883 erster Direktor des Provinzialmuseums Bonn, des heutigen Rheinischen Landesmuseums Bonn. 1880, zwölf Jahre nach Hohes Tod, erschienen Wandmalereien des christlichen Mittelalters in den Rheinlanden. Ein Jahr vor Hohes Tod, 1867, hatte ihm Ernst aus’m Weerth den Auftrag zur Erstellung sämtlicher Vorlagen für die Illustrationen gegeben. Die unvollendete Arbeit ergänzte der Architekt A. Lambris. Mehr als 20 Jahre später erschien 1901 Ernst aus’m Weerths Die Wandmalereien in der Kapelle des Deutschen Ordens zu Ramersdorf mit Lithografien ausschließlich nach Vorlagen von Christian Hohe.
Die folgenden Bilder sind diesem Buch entnommen:

Gemälde in den Gewölbefeldern
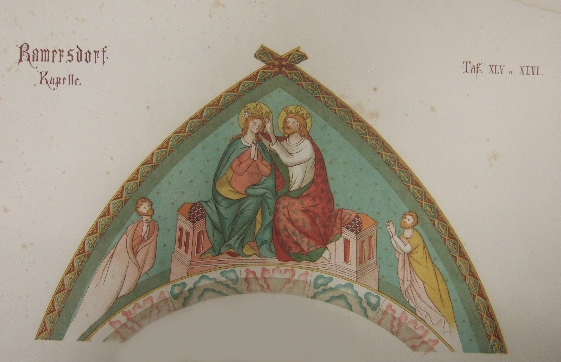
Krönung von Maria
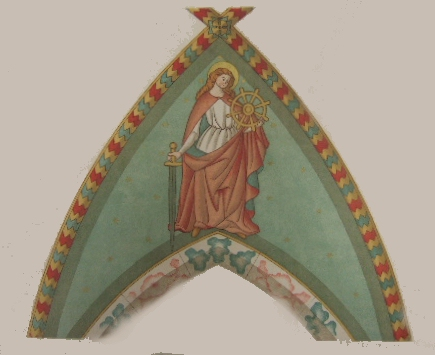
Heilige Katharina mit Schwert und Rad
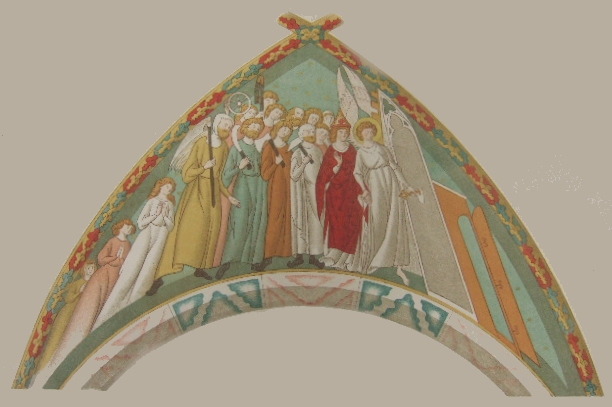
Einführung der Seligen in das Himmelreich
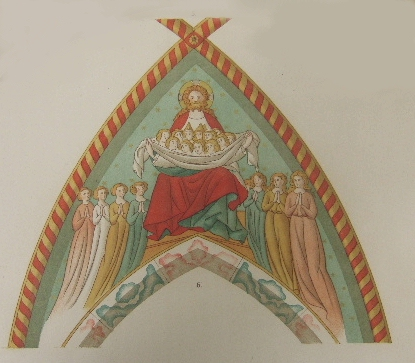
Die Seligkeit

Wandgemälde
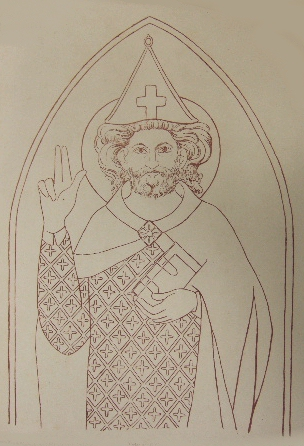
Segnender Bischof
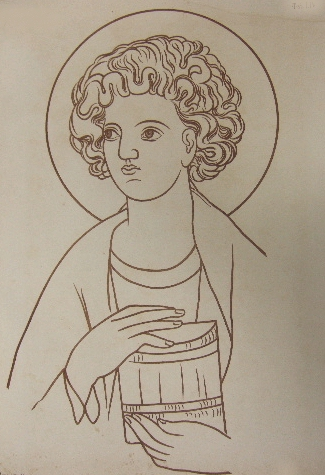
Die heilige Salome oder der Evangelist Johannes?
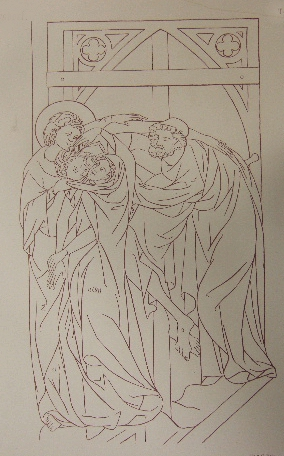
Kreuzabnahme

## Beispiel für Denkmalpflege im 19. Jahrhundert
Die heute vom Denkmalschutz vorgebrachten Argumente gegen Translozierungen wären bei der Georgskapelle auf dem Bonner Alten Friedhof berechtigt gewesen. Das Gebäude wurde erhalten, einzelne mittelalterliche architektonische Elemente sogar wiederhergestellt, die Kapelle wurde jedoch aus ihrer ursprünglichen Umgebung herausgerissen und in einen neuen Zusammenhang gestellt. Auch wenn es gelang, die Gewölbe- und Wandmalereien zu reproduzieren, wurden die Originale zerstört, da man noch keine technischen Verfahren zu einer eventuellen Abnahme und Wiederanbringung besaß. Wenn Kunsthistoriker heute trotzdem davon sprechen, dass die Translozierung der Georgskapelle als das „spektakulärste Ereignis rheinischer Denkmalspflege der 40er Jahre des 19. Jahrhunderts“ gewürdigt wird, so liegt das an den zeitlichen Umständen. Denkmalpflege im heutigen Sinn befand sich in den Kinderschuhen. Gesetzliche Grundlagen gab es keine, so dass der neue Eigentümer der Ramersdorfer Kommende die Kapelle ohne weiteres hätte abreißen können. Es ist dem Engagement einzelner Personen zu verdanken, dass es nicht dazu gekommen ist.

## Denkmalschutz heute
Der Alte Friedhof mit den Grabmälern und Gebäuden wie die Georgskapelle steht unter Denkmalschutz und ist in die Liste der gem. § 3 DSchG NRW in die Denkmalliste eingetragenen Baudenkmäler, Bodendenkmäler, beweglichen Denkmäler und Denkmalbereiche der Stadt Bonn eingetragen.